# Věslav Michalik
Věslav Michalik (1. března 1963 Český Těšín – 12. června 2022 Vlčí hora, Krásná Lípa) byl český politik a fyzik, v letech 2012 až 2022 zastupitel Středočeského kraje (v letech 2016 až 2017 také radní kraje a v letech 2020 až 2022 pak náměstek hejtmanky), mezi lety 2004 až 2022 starosta obce Dolní Břežany, místopředseda hnutí STAN.

## Život
Vystudoval gymnázium v Českém Těšíně a Fakultu jadernou a fyzikálně inženýrskou Českého vysokého učení technického v Praze, v roce 1986 získal titul Ing. a v roce 1992 pak titul kandidáta věd (CSc.). Vzdělání si později doplnil v ekonomické oblasti na Rochester Institute of Technology.
Pracoval jako vědecký pracovník Akademie věd ČR, je autorem desítek publikací v mezinárodních vědeckých časopisech. Působil mimo jiné několik let v ruském Spojeném ústavu jaderných výzkumů v Dubně.
Po odchodu z akademické sféry kolem roku 1994 působil řadu let ve finančních institucích – nejprve jako finanční (bankovní) analytik, později jako výkonný ředitel či člen představenstva, mj. byl v letech 2003 až 2005 členem představenstva HVB Bank Czech Republic a ve stejných letech také členem dozorčí rady Burzy cenných papírů Praha.
Věslav Michalik byl ženatý, měl dvě dospělé děti. Žil v obci Dolní Břežany v okrese Praha-západ. Zemřel 12. června 2022 na srdeční selhání během dovolené v Českém Švýcarsku ve věku 59 let.
V roce 2024 byl na jeho počest pojmenován veřejný prostor před obecním úřadem v Dolních Břežanech  náměstí Věslava Michalika.

## Politické působení

### Starosta Dolních Břežan
V komunálních volbách v roce 2002 byl jako nezávislý na kandidátce subjektu "Sdružení nezávislých kandidátů ROZKVĚT" zvolen zastupitelem obce Dolní Břežany. V listopadu 2002 se stal místostarostou a od října 2004 pak starostou obce. Mandát zastupitele a starosty obce pak obhájil ve volbách v roce 2006 (nezávislý za "Sdružení nezávislých kandidátů ROZKVĚT"), volbách v roce 2010 (nestraník za STAN na kandidátce subjektu "ROZKVĚT"), volbách v roce 2014 (člen STAN na kandidátce subjektu "ROZKVĚT"). a volbách v roce 2018 (člen STAN na kandidátce subjektu "ROZKVĚT (STAN)").

### Hnutí STAN
Od roku 2013 byl členem STAN. Od března 2014 byl součástí předsednictva hnutí (tuto funkci obhájil na republikovém sněmu v březnu 2017).. Zastával také pozici předsedy Krajského výboru STAN ve Středočeském kraji. Na konci srpna 2021 byl na republikovém sněmu zvolen místopředsedou hnutí STAN.

### Působení ve Středočeském kraji
V krajských volbách v roce 2008 kandidoval do Zastupitelstva Středočeského kraje jako nestraník za hnutí "Nezávislí starostové pro kraj", ale neuspěl (skončil jako první náhradník). Podařilo se mu to až ve volbách v roce 2012 jakožto nestraníkovi za STAN na kandidátce "TOP 09 a Starostové pro Středočeský kraj". Ve volbách v roce 2016 mandát krajského zastupitele obhájil již jako člen STAN na samostatné kandidátce hnutí. Dne 18. listopadu 2016 byl zvolen radním Středočeského kraje pro oblast hospodářského a regionálního rozvoje včetně evropských fondů a rozvoje venkova. Po rozpadu koalice byl ale v říjnu 2017 z funkce odvolán.
V krajských volbách v roce 2020 obhájil za hnutí STAN post zastupitele Středočeského kraje. Dne 16. listopadu 2020 se navíc stal náměstkem hejtmanky Středočeského kraje pro finance a strategii.

### Celostátní působení
Ve volbách do Poslanecké sněmovny PČR v roce 2013 kandidoval ve Středočeském kraji jako člen hnutí STAN na kandidátce TOP 09, ale neuspěl.
V listopadu 2021 se stal kandidátem hnutí STAN na post ministra průmyslu a obchodu ČR ve vznikající vládě Petra Fialy (tj. koalice SPOLU a PirSTAN). Po zveřejnění podrobností týkajících se jeho podnikatelských aktivit se 25. listopadu 2021 rozhodl nekandidovat na ministerskou funkci.

### Kontroverze

#### Podezření z daňového úniku
V roce 2010 český tisk informoval o tom, že Michalik má být policií vyšetřován pro podezření z daňového úniku během transakce z roku 2006 mezi poradenskou firmou CA IB, kde tehdy působil, a bankou ČSOB. Policie vyšetřovala podezření z neoprávněného snížení základu daně během vyúčtování poradenských služeb pro ČSOB, při kterém měla být způsobena škoda ve výši nejméně 50 milionů korun. Michalik ve vyšetřování obviněný nebyl. Podle Michalika šlo o neprokázané účelové obvinění, kvůli kterému byl stažen z volební kandidátky TOP 09.

#### Podnikání v solární energetice a otázka střetu zájmů
Jednou z oblastí podnikání Michalika a jeho rodinných příslušníků bylo provozování solárních elektráren, kvůli čemuž byl v některých médiích označen za "solárního barona". Takové označení Michalik odmítl a na otázku možného střetu zájmů funkce ministra a podnikání podporovaného státními dotacemi odpověděl, že některé podíly ve firmách prodal, jiné si hodlá ponechat: „Pokud se mě ptáte, jestli bych vzal všechny svoje pozice, zavřel a dal to do banky, aby to požírala inflace, tak ne. Pro to nevidím žádný důvod.“.
Společnost Solar area s.r.o., ve které byl Michalik do roku 2017 společníkem, provozuje FVE Vojkovice s instalovaným výkonem 4,1 MW a licenci získala v prosinci 2009, tedy v době zaručených extrémně zvýhodněných výkupních cen elektřiny z těchto elektráren, které byly následně zdaněny tzv. solární daní. Společnost Rodvinov Solar Energy, a.s., kde byl Michalik v letech 2014 až 2017 jediným akcionářem (předtím měla akcie na majitele), provozuje FVE Rodvínov s instalovaným výkonem 1,5 MW a licenci získala v roce 2008.

#### Investice skrze kyperskou společnost
V listopadu 2021 přinesly Lidové noviny a Deník N informace, že firmy spojené s rodinou Michalikových si vypůjčily nejméně 4,6 milionu eur přes kyperskou firmu Lowfield Investments, jejíž majitelkou byla jeho žena Hana. Většinu peněz získala firma Solar area, ve které měl Michalik poloviční podíl. Menší část získala dceřiná firma Dark Sky, působící v Dolních Břežanech, kde byl Michalik starostou, a jeho žena je uvedena jako kontaktní osoba firmy pro uzavírání nájemních smluv. V reakci na značnou pozornost, které odhalení vyvolalo, místopředsedkyně Starostové a nezávislí Věra Kovářová řekla, že Michalik předsednictvu i celostátním výboru hnutí představil celé své portfolio včetně zdrojů příjmů a že v letech 2007 a 2008 investoval do dvou solárních elektráren.

#### Sponzorské dary pro hnutí STAN
V prosinci 2021 se redakce Mladé fronty DNES, Deníku N a Seznam Zpráv intenzivně věnovaly sponzorským darům pro hnutí STAN, které mezi říjnem a prosincem (po volbách) zaslalo dvacet firem, které pojila personální spřízněnost. Téměř tři miliony korun byly rozděleny do menších částek a schváleny vedením STAN. Novináři zjistili, že firmy, které mají vazbu na Kypr nebo Lucembursko, propojuje vlastnictví sítě obchodů Prior a zejména jméno byznysmena Jana Tlačbaby, který v devadesátých letech 20. století vybudoval skupinu Interkontakt. Zde novináři objevili propojenost s Michalikem, který se v roce 1998, coby poradce rakouské banky Creditanstal účastnil investice americké investiční banky Credit Suisse First Boston Private Equity právě do skupiny Interkontakt. Ačkoliv investice přinesla nový kapitál ve výši 1,56 miliardy korun za 45 % akcií, skupina neunesla růst a v roce 2000 skončila v konkurzu. Michalik potvrdil, že s Tlačbabou je od té doby v kontaktu. S firmami, které poskytly STANu dary, navíc Michalik nadále podnikal přes firmu Lowfield Investments. Přičemž uvedl, že Tlačbaba s ním sponzorskou podporu STANu před volbami probíral. Michalik byl v té době místopředsedou STAN odpovědným za financování strany. Vedení STANu se proti celé kauze nejdříve vymezilo a uvedlo, že dary jsou legální a eticky v pořádku a že všechny uváděné firmy sídlí v Česku. Nakonec se ale zavázali, že všechny povolební firemní dary vrátí.